# Teresa d'Urgell
Teresa d'Urgell (? - ?) fou una noble i infanta urgellenca que esdevingué comtessa consort de Cerdanya, Conflent i Berga, com a resultat del seu matrimoni.
Filla del comte d'Urgell; Ermengol V d'Urgell i María Pérez Ansúrez, filla de Pedro Ansúrez, senyor de Valladolid.
Fou també germana del comte Ermengol VI d'Urgell, Major d'Urgell i Estefania Ermengol d'Urgell. El seu últim germà, Pere d'Urgell, deuria morí jove.
Es casà amb Bernat Guillem I de Cerdanya, comte de Cerdanya, Conflent i Berga (1094-1117). D'aquesta unió no tingueren fills. En morir sense successió el comtat de Cerdanya (juntament amb Conflent i Berga) es va integrar al comtat de Barcelona.